# 森林铁路

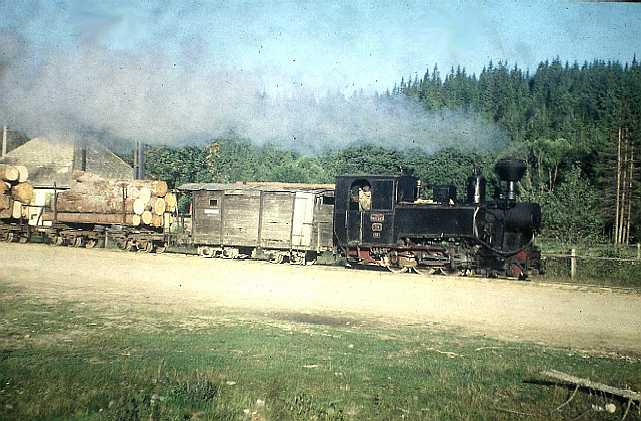
罗马尼亚的科曼德烏森林铁路与火车，1996年摄影。

森林铁路是指服务于林业的铁路运输系统，主要用于将砍伐的原木运往鋸木廠、集材场或铁路货场等场所。为了克服困难地形，森林铁路通常会采用窄轨、轻便铁路的形式。

## 历史
在火车发明之前，森林工业通常用木排漂流的方式运输原木，而山区往往难以找到适合漂流运输的河流。
18世纪出现了木制轨道、马拉货车的木材运输方式。
19世纪30年代火车发明以后，铁路运输被迅速应用到森林工业领域。为了克服山区困难地形而采用窄轨距、轻型铁轨、小曲线半径、大坡度等形式，也成为森林铁路的典型特征。 
20世纪60年代起，欧洲的森林铁路普遍被公路运输取代，留存的森林铁路则成为观光铁路。

## 中国大陆森林铁路
中国大陆的森林铁路（简称“森铁”）一般都采用762毫米轨距、每米15kg钢轨，限制坡度一级线路不超过15‰，二级线路不超过20‰，三级线路不超过30‰。并为林区职工群众提供生活出行运输服务。全国共有35个林业局森林铁路管理处，总长11000km。
- 兴隆林业局森林铁路
- 临江森林铁路（抚松铁路）
- 赣南森林铁路
- 建西森林铁路：位于福建省顺昌县建西林区。1958年林业部投资2900万元，1959年设立建西森林铁路管理处。起自鹰厦铁路建西站，终至房道乡七道村，干线全长53公里。1992年4月停运，1993年7月全线拆轨。[4]
- 桦南森林铁路：龙江森工集团桦南林业局有限公司森林铁路鼎盛时期全长361.3公里。2019年12月19日工业和信息化部公布第三批国家工业遗产名单，名列49处工业遗产之中，为中国林业首家上榜的工业遗产。
- 乳阳森林铁路：位于广东省乳源、乐昌县境内。南起乳阳林业局湾背贮木场，北至乐昌罗家渡贮木场，北接坪梅铁路并接入京广铁路，全长60公里。1959年始建，1961年通车。 隶属乳阳林业局森林铁路管理处。
- 黑龙江苇河森林铁路：1912年建成20km宽轨。中国第一条森林铁路。
- 横道河子森林铁路：1919年建成。中国第二条森林铁路。
- 大海林森林铁路（火龙沟）：1919年
- 天桥岭森林铁路：1936年
- 八家子森林铁路：1937年
- 黄泥河森林铁路：1937年
- 柴河森林铁路：1939年
- 汪清森林铁路：1939年
- 亚布力森林铁路：1941年
- 铁力森林铁路：1941年
- 绥棱森林铁路：1942年
- 山河屯森林铁路：1940年春铺轨通车到沙河子站。到1983年线路全长达121公里。其中，干线101公里、支线88公里，岔线193公里，其他线路34公里。1992年4月，山河屯森林铁路停止运营，1993年全线拆除。
- 古城镇（林口）森林铁路
- 世环镇（东京城）森林铁路
- 朗乡鸡岭森林铁路
- 东方红森林铁路
- 新青森林铁路：伊春市。
- 友好一处森林铁路：伊春市
- 友好二处森林铁路：伊春市
- 铁力森林铁路
- 双丰森林铁路
- 通河森林铁路
- 绥阳森林铁路
- 通北森林铁路
- 沾河森林铁路
- 阿里河森林铁路
- 甘河森林铁路
- 根河森林铁路
- 阿尔山森林铁路：1953年春开建伊尔施至大黑沟铁路，长73km，28吨蒸汽机车牵引，1955年3月15日投产。
- 敦化森林铁路
- 大石头森林铁路
- 三岔子森林铁路
- 泉阳森林铁路
- 松江河森林铁路

## 臺灣森林鐵路
- 阿里山森林鐵路
- 羅東森林鐵路
- 太平山森林鐵路
- 哈崙森林鐵路
- 嵐山森林鐵路